# Wilhelmus Bloemart
 (janvier 2017).
Si vous disposez d'ouvrages ou d'articles de référence ou si vous connaissez des sites web de qualité traitant du thème abordé ici, merci de compléter l'article en donnant les références utiles à sa vérifiabilité et en les liant à la section « Notes et références ».
Wilhelmus Bloemart, membre des Lignages de Bruxelles, fut un échevin de la ville de Bruxelles en 1261, 1270, 1283.
Il fut bourgmestre de Bruxelles en 1282.
Sa fille Heilwige, surtout connue sous le nom de Bloemardine, fut une adepte du Libre-Esprit célèbre à son époque.